# Tim Hronek
Tim Hronek, né le 1er juin 1995 à Traunstein, est un skieur acrobatique allemand, courant dans le skicross.

## Biographie
Sa sœur Veronique Hronek est une skieuse alpine de haut niveau. Comme elle, il est entraîné par son père et commence dans le ski alpin. À l'âge de 17 ans, il découvre le skicross par curiosité et change pour ce sport.
Membre du club SV Unterwössen, il fait ses débuts internationaux en 2013, puis devient vice-champion du monde junior de skicross en 2015. Cette année, il fait ses débuts dans la Coupe du monde à Arosa. En décembre 2015, il marque ses premiers points à Val Thorens (28e), puis est notamment douzième un mois plus tard à Watles.
Durant la saison 2016-2017, Hronek atteint pour la première fois des places sur le podium, terminant deux fois deuxième à Sunny Valley et San Candido. Au début de l'hiver, il se blesse légèrement au genou, mais après une pause de deux semaines, il parvient à obtenir sa sélection pour les Jeux olympiques de Pyeongchang avec deux top quinze. Lors de la compétition olympique de ski cross, il est éliminé en huitièmes de finale et prend le 23e rang.
Il participe à ses premiers championnats du monde en 2019 à Solitude, puis revient sur le podium dans la Coupe du monde l'hiver prochain à Megève (3e).

## Palmarès

### Jeux olympiques
| Épreuve / Édition | Pyeongchang 2018 |
| Skicross          | 23e              |

### Championnats du monde
| Épreuve / Édition | Solitude 2019 |
| Skicross          | 26e           |

### Coupe du monde
- Meilleur classement en skicross : 12e en 2023.
- 5 podiums : 3 deuxièmes places et 2 troisièmes places.

### Championnats du monde junior
- Médaille d'argent du skicross en 2015.